# 갑오징어
갑오징어(학명: Sepia officinalis, common cuttlefish)는 갑오징어과에 속하는 동물로, 흔히 갑오징어라 일컬어지는 생물 가운데 가장 몸집이 크고 개체 수가 많은 종이다. 몸길이는 8cm ~ 1.8m까지로 크기가 다양하다.

## 특징
갑오징어과에 속하는 연체동물로 여덟 개의 짧은 다리와 두 개의 긴 촉완이 있는데 이 다리들 가운데에 입이 있다. 각각의 다리와 촉완에는 딱딱하고 거친 빨판이 나 있다. 촉완은 눈 뒤에 있는 주머니 속으로 끌어 넣을 수가 있으며 다리는 물체에 몸을 부착시키거나 게나 물고기 같은 작은 동물을 잡는 데 쓰인다.
몸에는 갈색의 가로줄 무늬와 자주색 반점이 있다. 햇빛을 받으면 금속성 광택을 내고 자주 몸색깔을 바꾸기도 한다. 몸통은 달걀 모양이며 둘레에는 주름 장식처럼 아가미가 둘러싸고 있다.
갑옷 같은 뼈가 있어 갑옷 갑(甲)자를 따 갑오징어라는 이름이 붙었다. 무척추동물인 오징어에 뼈가 있는 이유는 오징어의 조상인 오르토케라스 아강에 속한 두족류가 껍데기를 피막 안으로 집어넣으면서 퇴화된 껍데기를 완전히 없애지 않고 축소시켜 유지한 것이다. 그래서 뼈라고는 하지만 척추동물에서 볼 수 있는 뼈와 비교하면 상당히 다르다. 뼈의 미세구조가 굉장히 기괴한 편인데, 판이 여러층으로 쌓여있고 판 사이에 커튼처럼 구불구불 휘어진 벽기둥이 지탱하고 있는 구조이다. 쉽게 말해 골판지를 겹겹히 쌓아올린 모습과 비슷하다. 이런 구조 덕분인지 견고하면서도 가공하기 쉽기 때문에 장신구의 베이스로 활용되며, 금속공예를 할 때 거푸집 대용으로 갑오징어 뼈를 쓰기도 한다. 일명 갑오징어 주물. 그 외에도 알과 먹물 또한 다양하게 이용한다.
해면질과 백악질로 되어 있는 갑오징어뼈는 칼슘 성분이 많아 카나리아·앵무새 등 애완용 조류의 먹이나 치약의 원료로 쓰인다. 또는, 뼈를 갈아 상처에 바르는 약으로 쓰기도 한다. 뼈와 몸통 사이의 공간에 물을 빨아들이고 내뿜는 힘으로 이동한다. 물을 내뿜어 모래 속에 숨어 있는 게를 드러내 놓기도 하고 적을 피해 숨기 위해서 먹물을 뿌려 물을 흐리게 하기도 한다. 동의보감, 물명고, 물보, 전어지, 규합총서 등의 옛 문헌에 따르면 우리말로 오중어·오증어·오儷어·오적이·오직어 등으로 불렸으며 한자어로는 오적어(烏賊魚)가 표준어였고 오즉(烏陝)·남어(纜魚)·묵어(墨魚)·흑어(黑魚)라고도 하였다.
아메리카대륙 연안의 바다를 제외하고는 거의 전 세계에서 볼 수 있다.
일반 갑오징어는 갑오징어 중 가장 큰 종류로, 성체 수컷의 경우 몸길이가 최대 45cm에 달하고, 무게는 4kg에 이릅니다. 그러나 이는 온대 해역에서의 예외적인 개체에 해당하며, 아열대 해역의 개체는 몸길이가 30cm, 무게는 2kg을 넘지 않는 경우가 많습니다. 갑오징어의 몸통(망상)은 번식과 소화기관을 포함하고 있으며, 그 내부에는 등쪽에 위치한 내골인 갑오징어 뼈가 있습니다. 일반 갑오징어는 두 개의 매우 발달한 눈, 먹이를 잡고 조작하는 데 사용되는 입 주위의 여덟 개의 팔, 먹이를 습격하는 데 사용하는 두 개의 특수한 촉수, 그리고 종종 갑각류와 같은 단단한 먹이를 분해하고 섭취하는 데 사용되는 부리와 그 안에 있는 치아를 가지고 있습니다. 갑오징어는 몸통의 주변에 있는 파도 모양의 지느러미를 이용해 이동하지만, 놀라면 종종 물을 빠르게 배출하며 탈출하며, 이 과정에서 먹물도 분사합니다.
갑오징어는 독보적인 위장 능력으로 잘 알려져 있습니다. 이는 다양한 특수한 세포들 덕분에 가능하며, 색소 세포인 크로마토포어, 빛을 산란시키는 류코포어, 그리고 구조적으로 빛을 반사하는 이리도포어가 피부에서 협력하여 갑오징어를 환경에 숨게 만듭니다. 이들은 색상과 패턴을 빠르게 변화시킬 수 있을 뿐만 아니라, 피부의 질감을 바꾸는 주변 근육을 이용할 수도 있습니다. 갑오징어의 위장 능력은 네 가지 주요 유형으로 분류되며, 그 종류는 얼룩무늬, 점무늬, 단색, 교란무늬입니다. 갑오징어는 부화하기 전부터 이러한 위장 능력을 가지고 있으며, 유리막을 가진 알 안에서도 크로마토포어를 눈에 띄게 조작할 수 있습니다.
또한 특이한 점은 사냥을 할 때 먹이에게 최면을 건다는 점이다. 다리 두 개를 편 다음 색을 계속 바꾸면서 먹이에게 최면을 걸어 혼란에 빠트린 후 다리를 모두 펴서 잡아먹는다. 먹이는 새우를 주로 잡아먹지만, 게나 물고기 등도 잡아먹으며, 갯가재도 잡아먹는다. 그리고 테트로도톡신에 면역이라서 파란고리문어와 새끼 복어도 문제없이 사냥할 수 있다.

## 서식지
동북아시아 일대와 오스트레일리아 북부 지역 바다에 분포한다. 대한민국에서는 주로 서해, 남해의 잘피밭에서 많이 잡히며 동해의 모래밭에서도 어느 정도 잡힌다.서해에서는 가을철 낚시대상어로 각광 받고 있으며 배를 타고 하는 선상 낚시, 항구나 갯바위 해변 등에서 하는 워킹낚시로도 흔히 만날 수 있다. 한국에서는 주꾸미와 서식지와 제철이 겹친다. 그래서 주꾸미가 사는 곳에서는 갑오징어도 만날 수 있으며 주꾸미 낚시를 할 때 종종 걸린다.

## 사육
문어나 낙지, 주꾸미 다음으로 애완용으로 많이 키우는 두족류 중 하나인데, 외양이나 무늬가 화려한 종류가 많기 때문에 서양에서는 수족관에 넣어 애완동물로 기르는 사람도 꽤 있다. 또한 두족류의 특성상 신진대사가 빠르고 수명이 1년도 안될 정도로 매우 짧아서 갓 태어난 새끼를 데려와서 죽을 때까지 기를 생각이 아니라면 애완용으로는 부적합하다. 더군다나 육식동물이라서 생먹이만을 먹여야 한다. 프페퍼 불꽃 갑오징어라는 인도양과 남태평양 사이에서 서식하는 소형 갑오징어가 사육, 관상으로 제법 인기가 있으나 맹독성이라 합사를 하거나 따로 기르는 개, 고양이가 있을 경우 좋지 않은 상황이 있을 수 있다. 독을 가지고 있는만큼 흑보라색과 노란색, 핑크색의 강렬한 배색을 띄어 관상용으로 적합하며 두족류답게 전신의 변색, 위장 등도 가능하고 이로써 몸의 상태나 감정의 변화를 나타내거나 커뮤니케이션을 하기도 한다고. 크기가 엄지손가락에서 집게손가락의 소형 사이즈라 한 두 마리 수준의 규모로 사육할 경우 일체형의 작은 어항에 바닥 모래를 깔고 돌과 조개껍데기 따위로 은신처만 꾸며 주어도 가능하다. 다만 물 적응 시간은 한 시간 이상 느긋하게 해주어야 할만큼 나름의 예민함을 갖고 있다. 단점은 보통의 갑오징어처럼 수명이 1년 정도에 지나지 않아 정을 붙이기 어렵고, 먹이도 긴 두 촉완을 뻗어 직접 사냥하여 먹기 때문에 살아있는 갑각류를 주어야 하는 것이 문제이다.

## 제철
한국에서 잡히는 갑오징어의 제철은 4~10월이다.

## 요리
갑오징어는 회로 먹기도 하고, 다양한 요리에 사용되기도 하면서 많은 사람들에게 사랑을 받고있다. 몸 부피에 비해 뼈의 비중이 꽤 큰 편이다 보니 회를 뜨면 거의 가죽만 남기 때문에 양이 좀 적다. 하지만 일반 오징어에 비해 살이 두툼하고 식감이 쫄깃해서 인기가 높다. 또한 일반 오징어보다 3~5배 정도 되는 높은 가격으로 고급 식재료로 취급되는 편이다. 타우린 함량이 높아 보양식으로도 좋다. 갑오징어의 뼈는 조개껍데기와 유사한 석회질로 이루어져 있으며 횟집이나 요리집에서 갑오징어 뼈만 모아서 자루 단위로 팔기도 한다. 따로 처리방법은 없고 보통 몸을 가르고 뼈를 꺼낸 뒤 물에 행군 다음 햇볕에서 말리는 것이 가장 흔한 저장 방법이다. 이때, 세척이 시원찮거나 햇볕에 제대로 말리지 않으면 오징어 비린내가 심하다.